# Kelenye
Kelenye (szlovákul: Kleňany) község Szlovákiában, a Besztercebányai kerületben, a Nagykürtösi járásban.

## Fekvése
Nagykürtöstől 35 km-re délnyugatra, Ipolyságtól 17 km-re északkeletre fekszik.

## Élővilága

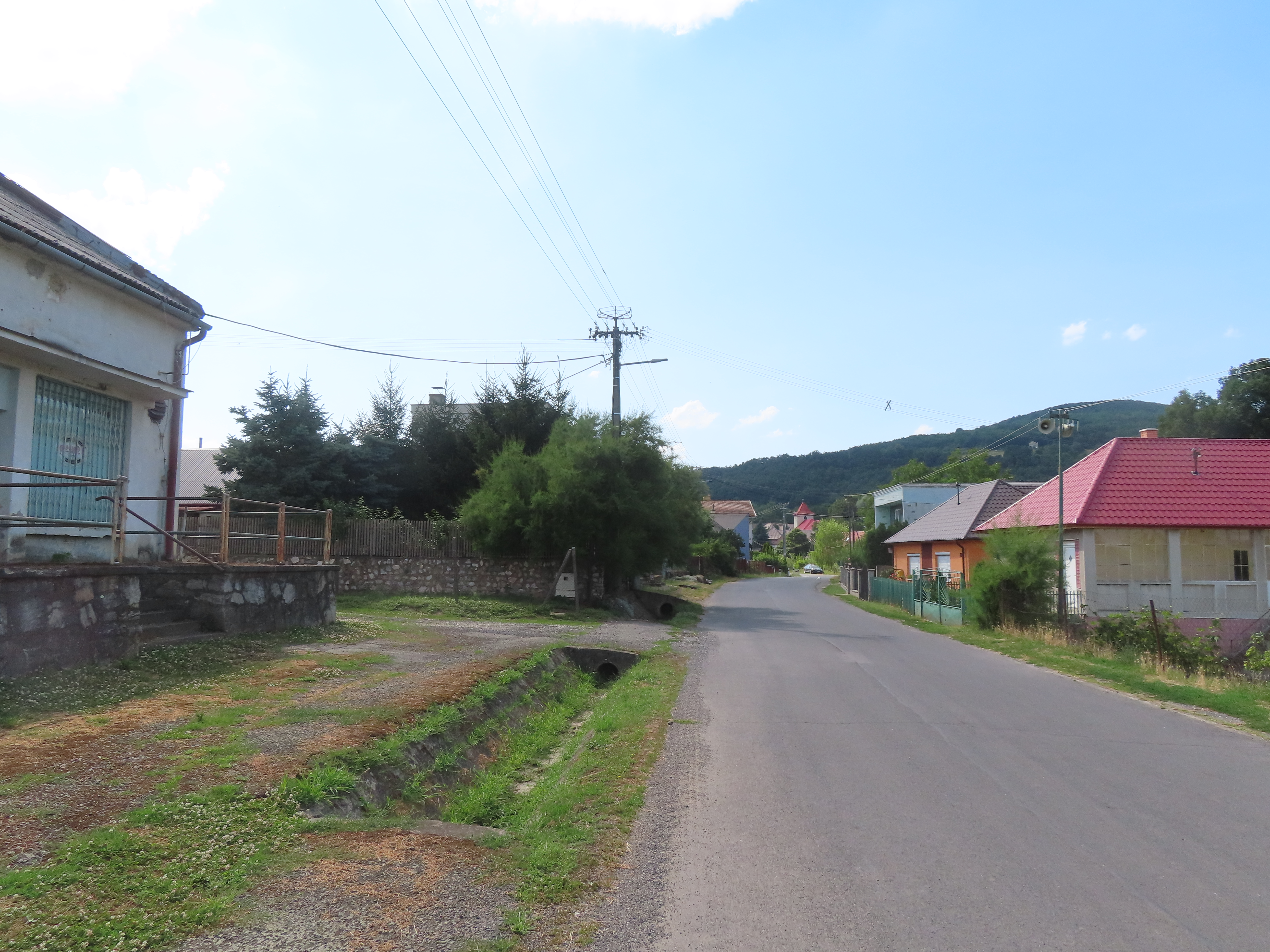

Kelenyén egy gólyafészek alátét található.

## Története
1235-ben "Kelenen" alakban említik először. Szláv eredetű nevének jelentése a juharfáknál lakók. Első lakói valószínűleg a közeli gyepűt védő katonák voltak. 1260-ban "Kelena", 1345-ben "Kelenyen" alakban szerepel a forrásokban. Hont várának uradalmához tartozott, majd több nemesi család birtoka.
A 18. században főként a Koháry, a Szmrecsányi, a Luka, a Kubinyi, a Pallavicini és Csáky családok birtokolták a községet. A Pallaviciniek kastélyt is építettek ide, amely azonban ma már nem áll. A falu másik kastélya a Glück család tulajdonában állt. Ez a 19. század elején épült, azonban ez sem áll már, mert nemrég a romlott állagú épületet lebontották. A falunak 1715-ben 7 adózója volt. 1720-ban 10 adózót számoltak a településen. 1828-ban 62 házában 371 lakos élt, akik főként mezőgazdasággal, szőlőtermesztéssel, állattartással foglalkoztak.
Vályi András szerint "KELENYE. Kelenanki Klainen. Tót falu Hont Vármegy. Földes Urai több Uraságok, lakosai katolikusok, fekszik Szécsénykének szomszédságában, és annak filiája, határjában legelője vagyon elég, réttye kevés, mind a’ két féle fája van, szőleje jó."
Fényes Elek szerint "Kelenye, (Klenanki), magyar f., Honth m. 343 kath., 12 evang. lak. Szőlőhegy. Tölgyes erdő. Sok gyümölcs, főkép cseresnye. F. u. többen. Határában levő Pólyahegyről igen szép kilátás történik. Ut. p. Ipoly-Ság."
A trianoni békeszerződésig Hont vármegye Ipolynyéki járásához tartozott. 1938 és 1944 között Magyarország része volt.

## Népessége
| Év:            | 1994. | 2004.    | 2014.    | 2024.   |
| -------------- | ----- | -------- | -------- | ------- |
| Emberek száma: | 403   | 328      | 276      | 262     |
| Eltérés:       |       | -18,61 % | -15,85 % | -5,07 % |

| Év:            | 2023. | 2024.   |
| -------------- | ----- | ------- |
| Emberek száma: | 269   | 262     |
| Eltérés:       |       | -2,60 % |

1910-ben 489 lakosából 482 magyar és 6 szlovák anyanyelvű volt.
1991-ben 403 lakosából 383 magyar és 19 szlovák volt.
2001-ben 336 lakosából 310 magyar és 22 szlovák volt.
2011-ben 297 lakosából 270 magyar és 22 szlovák volt.
2021-ben 278 lakosából 230 (+9) magyar, 41 (+9) szlovák, 2 egyéb és 5 ismeretlen nemzetiségű volt.

## Neves személyek
- Itt élt gróf Stomm Marcel (1890-1968) altábornagy.
- Itt született 1950. október 24-én Csáky Károly néprajzkutató, helytörténész.

## Nevezetességei

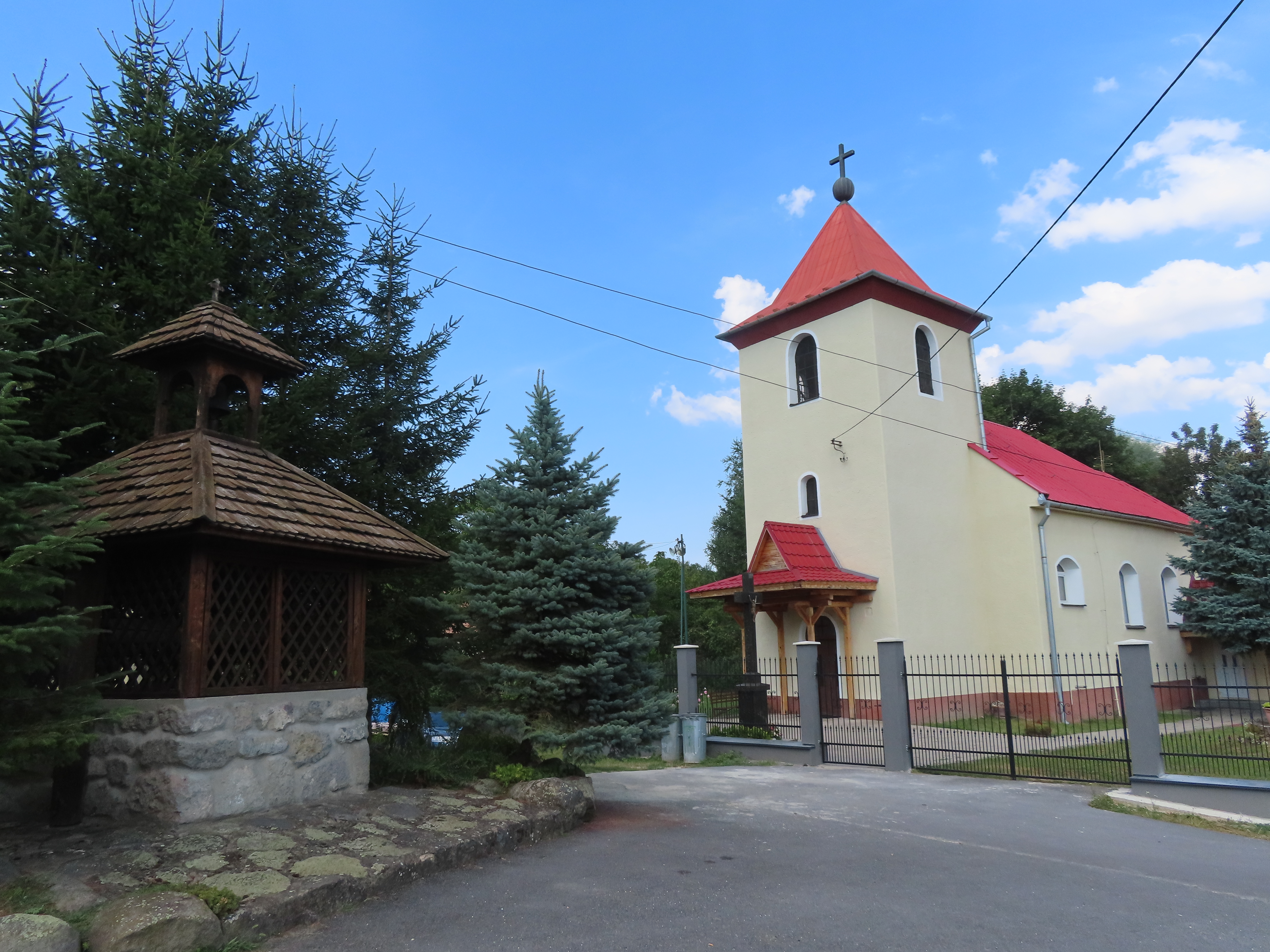
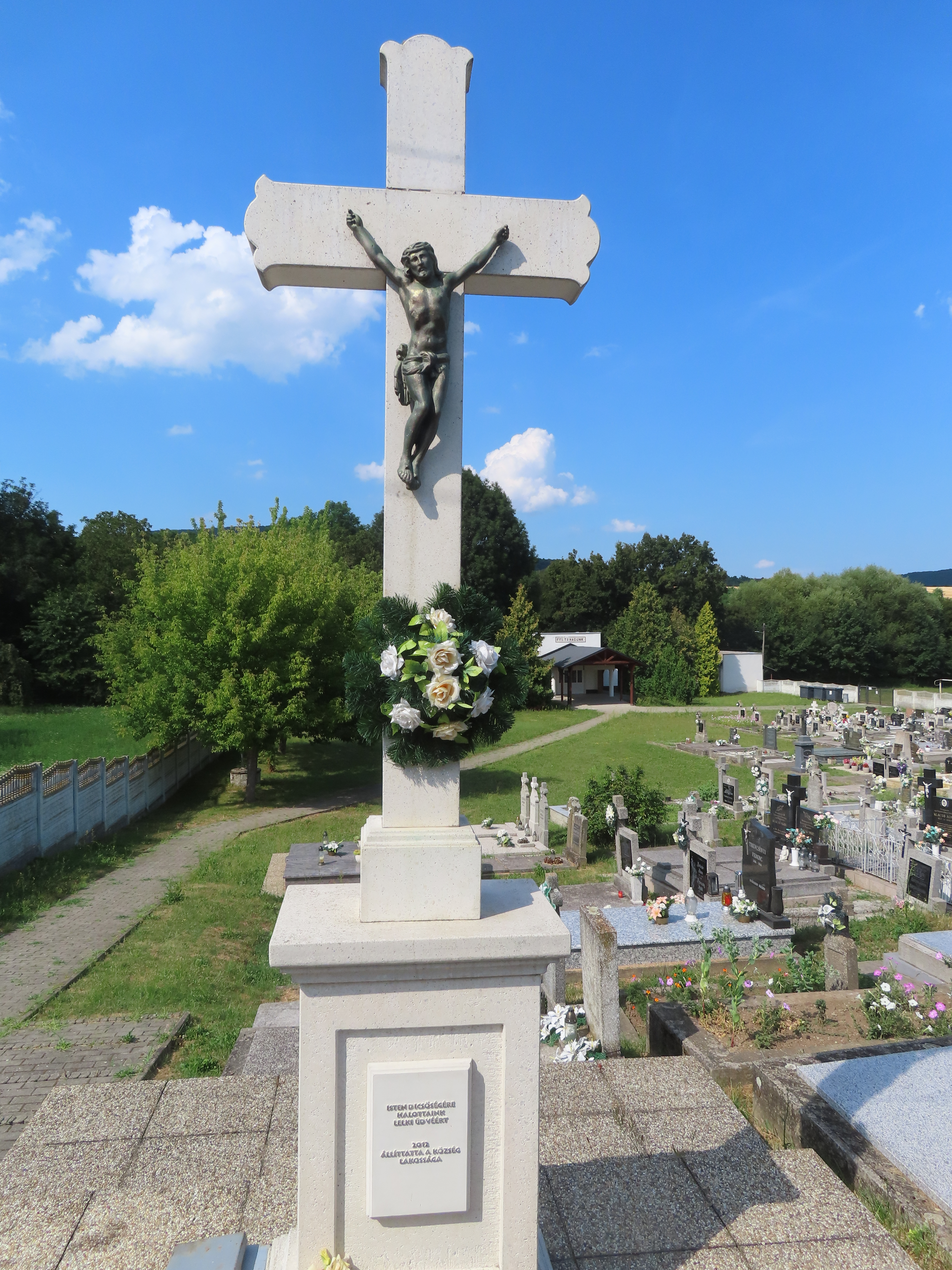
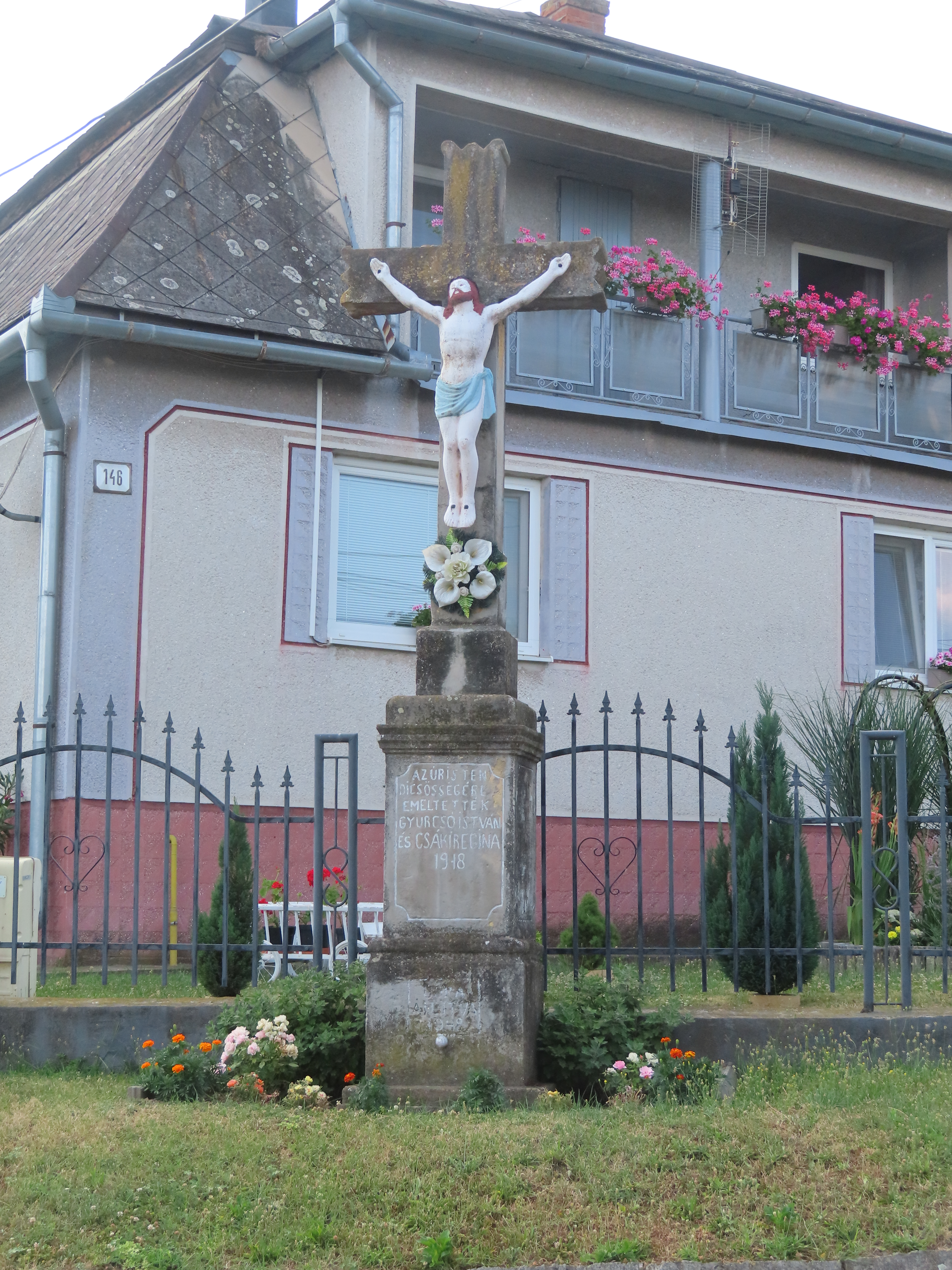
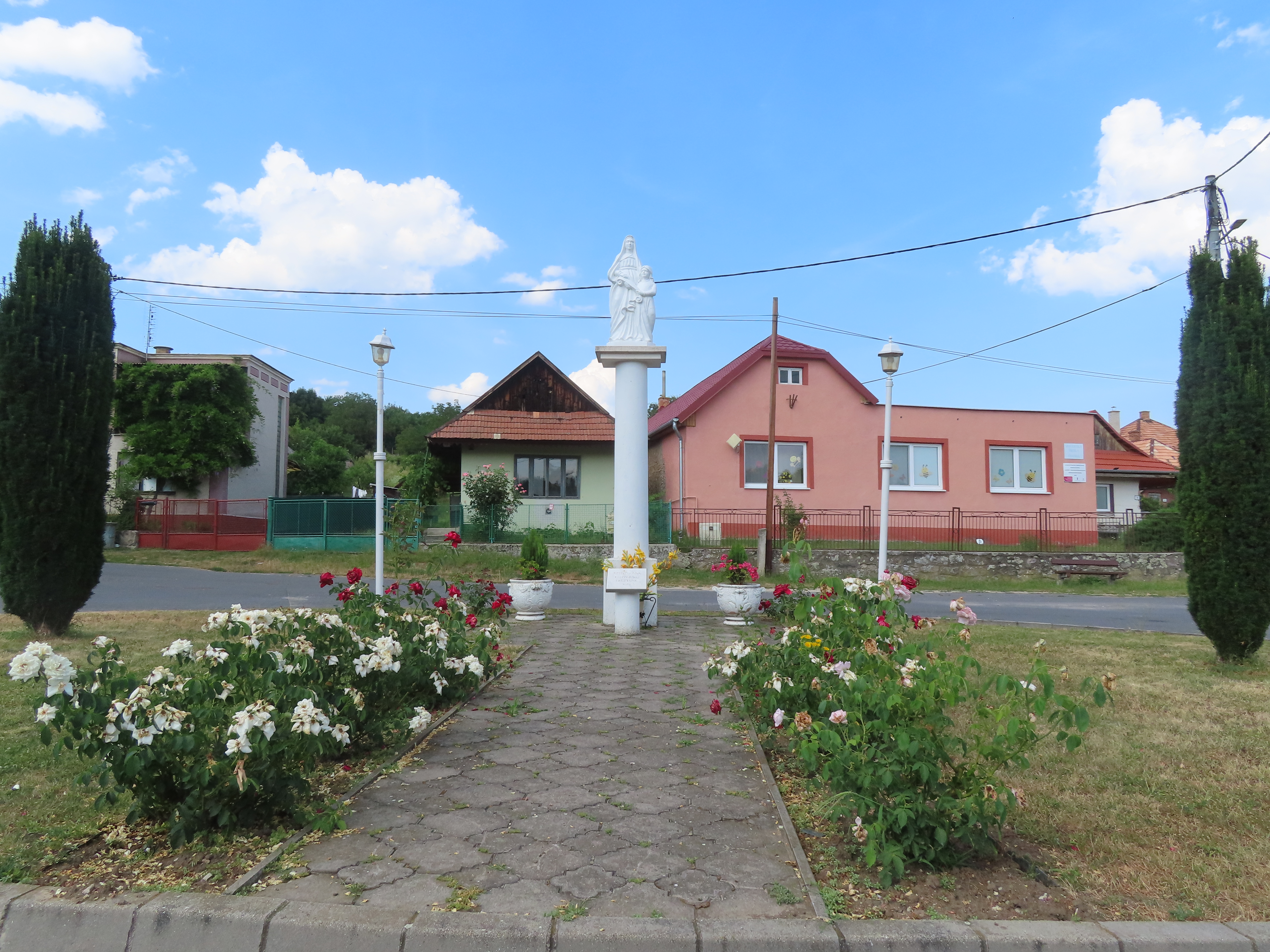

- Római katolikus temploma a 17. században épült barokk stílusban. A 18. század és a 19. század végén, valamint 1946-ban megújították.
- Klasszicista kastélya a 19. század elején épült.
- A községben több népi építésű, nyeregtetős, falajjás ház áll. A falu gazdag népi hagyományokkal is rendelkezik.

## Külső hivatkozások
- Községinfó
- Kelenye Szlovákia térképén
- E-obce.sk[halott link]